# Climat du Nord-Pas-de-Calais
Le climat du Nord-Pas-de-Calais est un climat océanique. Les amplitudes thermiques sont faibles, les hivers doux et les étés plutôt frais. La moyenne annuelle des températures est d'environ 11 °C. Il existe des contrastes climatiques importants au sein de la région : le caractère océanique étant plus marqué sur les côtes que dans les terres et les reliefs étant les plus arrosés par les précipitations.

## Caractéristiques
Par sa position, le Nord-Pas-de-Calais est soumis à différentes influences climatiques : le temps est dit « variable » mais la mer protège souvent de tout excès climatique.
Le relief et la position de la région par rapport aux grand flux différencient le climat d'un bout à l'autre de la région :
- l'influence atlantique en flux d'ouest entraîne souvent le passage de perturbations et des ciels de traine typiques de la région.
- l'influence des flux d'est peut provoquer des hivers froids sous un ciel bleu immaculé ou des étés ensoleillés.
- les flux de sud apportent en été un air asséché par le survol de la France et l'intérieur de la région peut alors approcher (voire dépasser) les 35 °C, comme lors des étés 2003[1] et 2019.

Le climat est de type océanique, en particulier près des côtes, où les amplitudes thermiques sont faibles, les hivers doux, les étés frais et les jours de gelée et de neige peu nombreux. En s'éloignant des côtes, le climat garde ces mêmes caractéristiques, tout en se rapprochant progressivement du climat continental. Le climat est alors moins venté, avec des écarts de température plus marqués et des jours de gelée et de neige plus nombreux. Si la moyenne annuelle des températures est d'environ 11 °C dans toute la région, les températures minimales en hiver au bord de la mer sont en moyenne 2 °C au-dessus de celles de Lille alors que les températures maximales en été sont en moyenne 2 °C en dessous. De plus, on peut observer également des disparités climatiques entre les villes du littoral dues à l'orientation de la mer et donc des vents dominants (ouest entre la frontière picarde et les Deux Caps, nord entre les Deux Caps et la frontière belge). La  nébulosité, qui contrairement à l’opinion générale n’est pas si fréquente, est limitée par des vents toujours actifs. 
Ce contraste est aussi marqué dans les précipitations, celles-ci étant plus importantes en automne et en hiver sur les côtes, tandis qu'elles se répartissent davantage tout au long de l’année à l'intérieur des terres. Les zones les plus arrosées sont les zones de reliefs, surtout si elles sont boisées : le Haut Pays d'Artois est par exemple la zone la plus arrosée de la région, avec 1 000 mm/an. Au centre du Pas-de-Calais, les  collines de l'Artois reçoivent environ 800 mm/an. Ce cumul tombe à 600 mm/an sur le versant sud-est, protégé des vents dominants, avec une moyenne des températures maximales estivales légèrement supérieure à 23 °C. On observe donc un contraste dans les précipitations, avec des zones de relief relativement arrosées alors que certaines régions de plaines sont assez sèches.

## Réseaux des stations météorologiques
| \| Lille Cambrai Dunkerque Boulogne \| Localisation des villes dans la région. |
| Lille Cambrai Dunkerque Boulogne                                               |

|                  | Température en hiver (en °C) | Température en hiver (en °C) | Température en été (en °C) | Température en été (en °C) | Record absolu de températures (en °C) | Record absolu de températures (en °C) | Précipitations par an (en mm) | Ensoleillement par an (en heures) | Nombre de jours de : | Nombre de jours de : | Nombre de jours de : | Nombre de jours de : |
| Min.             | Max.                         | Min.                         | Max.                       | Min.                       | Max.                                  |                                       | Précipitations par an (en mm) | Ensoleillement par an (en heures) |                      |                      |                      |                      |
| ---------------- | ---------------------------- | ---------------------------- | -------------------------- | -------------------------- | ------------------------------------- | ------------------------------------- | ----------------------------- | --------------------------------- | -------------------- | -------------------- | -------------------- | -------------------- |
| Lille            | 1,7                          | 7,1                          | 12,9                       | 22,3                       | -19,5                                 | 41,5                                  | 741,4                         | 1628                              | 18                   | 19                   | 62                   | 65                   |
| Cambrai          | 1,5                          | 6,5                          | 12,6                       | 22,2                       | -19,8                                 | 38,2                                  | 610,8                         | —                                 | 21                   | 15                   | 71                   | 65                   |
| Dunkerque        | 3,6                          | 7,7                          | 14,7                       | 20,3                       | -18,0                                 | 38,3                                  | 679,7                         | —                                 | 11                   | 10                   | 34                   | 101                  |
| Boulogne-sur-Mer | 3,3                          | 7,4                          | 13,9                       | 19,7                       | -13,6                                 | 35,4                                  | 702,6                         | 1684                              | 12                   | 12                   | 43                   | 119                  |

## Évènements climatiques importants dans la région
Pour la période historique récente[Laquelle ?], on[Qui ?] peut citer
- En juin 1967, une tornade EF5 ravage Pommereuil et quelques communes du Nord (7 morts, un millier de sans abris et des dégâts matériels extrêmes[7]). Il s'agirait de la seconde plus grosse tornade de France après celle du 3 juin 1902 (3 km de diamètre à Javaugues). Elle s'est inscrite dans une vague de tornades qui se sont étendues en 3 jours à la Belgique et aux Pays-Bas, qui sont alors touchés par deux trombes estimées ultérieurement à des F4 et des F3.
- En décembre 2000, une tornade EF2 survient à Houdain faisant des dégâts matériels[réf. souhaitée].
- Le 3 août 2008, la tornade en Val-de-Sambre, d'une largeur oscillant de 100 à 200 m, traverse Hautmont (département du Nord) en faisant 3 morts, 18 blessés et en détruisant près de 1 000 habitations. Selon Météo-France, il s'agirait d'une tornade de catégorie EF3 au moins[8]. Une étude non officielle parle même de EF4[9].
- Le 20 octobre 2013, une tornade EF1-2 survient à Bailleul. Elle fait 2 blessés et des dégâts matériels.

## Prospectives
D'après certaines études climatologiques, le Nord-Pas-de-Calais serait la deuxième région française la plus touchée par les changements climatiques derrière l'Aquitaine. Si la température n'augmente pas beaucoup et resterait soutenable dans plusieurs décennies, c'est davantage l'augmentation des précipitations (le nombre de jours de pluie a doublé entre 1955 et 2016 à Boulogne par exemple) et des catastrophes naturelles qui préoccupe la région. 
En 2100, une importante partie du Calaisis, du Dunkerquois et de l'Audomarois seraient sous les eaux (le Boulonnais et ses reliefs importants, ainsi que le reste de la région seraient épargnés). Une bonne partie du littoral de la région est également concernée par l'érosion marine, qui se traduit par un recul continu du trait de côte et des conséquences sur les constructions du bord de mer (déjà visibles aujourd'hui à certains endroits comme à Wissant ou Équihen-Plage).
Pour lutter contre le changement climatique et mieux s'y adapter, un observatoire régional de l'impact du changement climatique sur les écosystèmes forestiers a été mis en place dans les années 2000, piloté par le centre régional de la propriété forestière (CRPF). Il existe également un Observatoire régional du climat qui publie à partir de 2012 des données régionales.

## Données détaillées

### Lille-Lesquin
| Mois                                                            | jan.            | fév.            | mars             | avril          | mai            | juin           | jui.           | août           | sep.           | oct.            | nov.            | déc.             | année           |
| --------------------------------------------------------------- | --------------- | --------------- | ---------------- | -------------- | -------------- | -------------- | -------------- | -------------- | -------------- | --------------- | --------------- | ---------------- | --------------- |
| Température minimale moyenne (°C)                               | 1,2             | 1,3             | 3,6              | 5,4            | 9              | 11,7           | 13,8           | 13,6           | 11,2           | 8,1             | 4,5             | 1,9              | 7,2             |
| Température minimale moyenne la plus basse (°C) année du record | −7,4 1963       | −9,1 1956       | −0,8 1955        | 2,4 1956       | 5,9 1968       | 8,3 1949       | 10,6 1966      | 10,2 1956      | 7,5 1952       | 4,4 1964        | 0,5 1985        | −2,8 1963        | 4,6 1963        |
| Température minimale moyenne la plus haute (°C) année du record | 5,3 2007        | 5 1990          | 6,2 1981         | 8,3 2011       | 11,9 2008      | 13,8 2003      | 16,9 2006      | 16,2 1997      | 14,3 2006      | 11,7 2001       | 8,5 1994        | 5,2 1988         | 8,2 2000        |
| Température moyenne (°C)                                        | 3,7             | 4,1             | 7,1              | 9,8            | 13,5           | 16,2           | 18,6           | 18,5           | 15,5           | 11,7            | 7,2             | 4,2              | 10,9            |
| Température maximale moyenne (°C)                               | 6               | 6,9             | 10,6             | 14,1           | 17,9           | 20,7           | 23,3           | 23,3           | 19,7           | 15,2            | 9,8             | 6,4              | 14,5            |
| Température maximale moyenne la plus basse (°C) année du record | −2,2 1963       | −1,2 1956       | 6,4 2013         | 10 1970        | 14 1984        | 16,8 1956      | 18,7 1965      | 19,1 1956      | 16,6 1952      | 10,2 1974       | 5,6 1993        | 1,3 1950         | 11,9 1963       |
| Température maximale moyenne la plus haute (°C) année du record | 9,7 2007        | 11,8 1990       | 14,2 2014        | 20,1 2007      | 21,4 2008      | 25 1976        | 28,2 2006      | 27,9 1947      | 23,6 2006      | 18,4 2005       | 13,1 1994       | 9,7 1974         | 16 2011         |
| Record de froid (°C) date du record                             | −19,5 14/1/1982 | −17,8 21/2/1956 | −10,5 13/03/2013 | −4,7 9/4/1968  | −2,3 3/5/1967  | 0 2/6/1962     | 3,4 5/7/1964   | 3,9 31/8/1956  | 1,2 23/9/1979  | −4,4 28/10/1950 | −7,8 24/11/1998 | −17,3 29/12/1964 | −19,5 14/1/1982 |
| Température maximale la plus basse (°C) date du record          | −11,3 16/1/1985 | −10,2 1/2/1956  | −4 6/3/1971      | 0,5 12/4/1986  | 7,2 16/5/1996  | 10,4 15/6/1971 | 12,6 10/7/1980 | 13,2 29/8/1996 | 10 29/9/1974   | 3 31/10/1985    | −3,2 30/11/1989 | −9,2 31/12/1978  | −11,3 16/1/1985 |
| Température minimale la plus haute (°C) date du record          | 11,7 19/1/2008  | 12,4 8/2/1990   | 13 25/3/1981     | 15 28/4/2007   | 19,6 27/5/2018 | 22 28/6/2011   | 23,8 26/7/2019 | 23 9/8/2020    | 19,9 14/9/2006 | 17,2 3/10/1985  | 16,3 7/11/2015  | 13,5 18/12/1987  | 23,8 26/7/2019  |
| Record de chaleur (°C) date du record                           | 15,2 18/1/2007  | 19 26/2/2019    | 24,8 31/3/2021   | 27,9 15/4/2007 | 31,7 27/5/2005 | 34,8 28/6/1947 | 41,5 25/7/2019 | 37,1 8/8/2020  | 35,1 15/9/2020 | 27,8 1/10/2011  | 20,1 12/11/1995 | 16,1 31/12/2022  | 41,5 25/7/2019  |
| Nombre de jours avec température minimale ≤ −10 °C              | 0,9             | 0,2             | 0                | 0              | 0              | 0              | 0              | 0              | 0              | 0               | 0               | 0,1              | 1,3             |
| Nombre de jours avec température minimale ≤ –5 °C               | 2,8             | 2,2             | 0,2              | 0              | 0              | 0              | 0              | 0              | 0              | 0               | 0,4             | 1,7              | 7,3             |
| Nombre de jours avec gel                                        | 10,9            | 10,1            | 5,2              | 1,7            | 0              | 0              | 0              | 0              | 0              | 0,7             | 4,4             | 9,9              | 42,9            |
| Nombre de jours avec température maximale ≤ 0 °C                | 2,7             | 1,6             | 0,2              | 0              | 0              | 0              | 0              | 0              | 0              | 0               | 0,4             | 1,8              | 6,7             |
| Nombre de jours avec température maximale ≥ 25 °C               | 0               | 0               | 0                | 0,3            | 2,7            | 5,2            | 10,4           | 9,1            | 2,7            | 0,1             | 0               | 0                | 30,6            |
| Nombre de jours avec température maximale ≥ 30 °C               | 0               | 0               | 0                | 0              | 0,1            | 0,6            | 2,3            | 2,2            | 0,1            | 0               | 0               | 0                | 5,3             |
| Nombre de jours avec température maximale ≥ 35 °C               | 0               | 0               | 0                | 0              | 0              | 0              | 0              | 0,2            | 0              | 0               | 0               | 0                | 0,2             |
| Ensoleillement (h)                                              | 62              | 80,5            | 118,3            | 171,9          | 196,6          | 202,1          | 216,4          | 204,2          | 148,5          | 114             | 66              | 48               | 1 628,7         |
| Ensoleillement le plus bas (h) année du record                  | 42,3 2011       | 22,6 2006       | 52,6 2001        | 88,1 1998      | 106,7 1996     | 108,3 2007     | 120,9 2000     | 108,3 2006     | 94,2 2001      | 63,9 1998       | 27,2 2010       | 29,9 1993        | 1 395,1 2000    |
| Ensoleillement le plus élevé (h) année du record                | 94,8 1991       | 146 2008        | 205,7 2014       | 189,1 2007     | 290,8 1992     | 270,7 1994     | 321 2006       | 266,8 1995     | 223,9 1997     | 154,4 1997      | 82,7 1995       | 90,5 2013        | 1 892 2003      |
| Nombre de jours sans ensoleillement                             | 12,2            | 7,8             | 5,1              | 2,3            | 2,8            | 2,1            | 1,4            | 1,1            | 2,3            | 5,5             | 9,4             | 14,9             | 67              |
| Nombre de jours avec ensoleillement ≥ 1 h                       | 14,4            | 16,1            | 20,7             | 25,2           | 25,8           | 25,3           | 27,1           | 28,3           | 24,2           | 21,8            | 15,3            | 11,9             | 256,2           |
| Nombre de jours avec ensoleillement ≥ 5 h                       | 5,5             | 7,5             | 11,3             | 16,1           | 17,5           | 17,8           | 19,6           | 19,3           | 13,9           | 10,7            | 5,8             | 3,8              | 148,6           |
| Nombre de jours avec rafales ≥ 57,6 km/h                        | 10              | 6,8             | 8,1              | 5,1            | 3,5            | 2,6            | 2,9            | 2,4            | 3,7            | 6               | 6,1             | 7,4              | 64,6            |
| Nombre de jours avec rafales ≥ 100,8 km/h                       | 0,8             | 0,6             | 0,5              | 0,2            | 0              | 0              | 0,1            | 0              | 0              | 0,4             | 0,4             | 0,4              | 3,4             |
| Pression atmosphérique au niveau de la mer (hPa)                | 1 012,4         | 1 009,2         | 1 016,3          | 1 016,4        | 1 017,4        | 1 016,6        | 1 015,1        | 1 015,6        | 1 018,2        | 1 015,5         | 1 005,9         | 1 010,4          | 1 014,2         |
| Précipitations (mm)                                             | 60,3            | 47,4            | 58,3             | 50,7           | 64             | 64,6           | 68,4           | 62,5           | 61,6           | 65,9            | 70              | 67,7             | 741,4           |
| Précipitations les plus basses (mm) année du record             | 2,6 1997        | 1,9 1959        | 1,8 1993         | 0 2007         | 11,4 1990      | 3,9 1976       | 12,4 1945      | 6,6 1991       | 3,1 1959       | 4,1 1969        | 17,3 2011       | 9,9 1963         | 416,1 1959      |
| Précipitations les plus hautes (mm) année du record             | 122,3 1952      | 95 1957         | 112,6 2001       | 113,4 2012     | 165,8 2006     | 124,6 1987     | 180,4 1968     | 138,4 2006     | 161 2001       | 166,1 1974      | 139,4 1977      | 163,4 1999       | 898,5 1974      |
| Nombre de jours avec précipitations                             | 16,9            | 13,7            | 15,6             | 13,9           | 14,8           | 13,6           | 13,6           | 13,2           | 15,2           | 17,2            | 17,7            | 16,5             | 181,9           |
| dont nombre de jours avec précipitations ≥ 1 mm                 | 11,7            | 9,6             | 11,4             | 10,1           | 10,6           | 10             | 9,8            | 9,2            | 10,1           | 11              | 12,6            | 11,3             | 127,3           |
| dont nombre de jours avec précipitations ≥ 5 mm                 | 4,5             | 3,7             | 4,4              | 3,5            | 4,6            | 4,5            | 4,3            | 4              | 4,2            | 5,2             | 5               | 4,9              | 52,8            |
| dont nombre de jours avec précipitations ≥ 10 mm                | 1,4             | 0,7             | 1,2              | 1,1            | 1,7            | 2              | 2,2            | 1,8            | 1,8            | 1,8             | 1,9             | 1,9              | 19,5            |
| Nombre de jours avec neige                                      | 4,9             | 4,4             | 2,7              | 1,2            | 0,1            | 0              | 0              | 0              | 0              | 0               | 1,4             | 3                | 17,7            |
| Nombre de jours avec grêle                                      | 0,3             | 0,4             | 0,8              | 0,9            | 0,3            | 0,4            | 0,1            | 0,2            | 0              | 0,1             | 0,2             | 0,3              | 4               |
| Nombre de jours d'orage                                         | 0,2             | 0,2             | 0,5              | 1,4            | 3,3            | 3,4            | 3,5            | 3              | 1,8            | 0,8             | 0,5             | 0,3              | 18,7            |
| Nombre de jours avec brouillard                                 | 6,8             | 6               | 4,9              | 3,2            | 3,1            | 2,7            | 3              | 4              | 5,7            | 6,6             | 7,6             | 8,1              | 61,7            |
| Relevé pluviométrique en 2009 (mm)                              | 63              | 53              | 54,4             | 45,6           | 65,8           | 49,8           | 75,4           | 27,4           | 25,8           | 46,8            | 122,4           | 66,5             | 695,9           |
| Relevé pluviométrique en 2010 (mm)                              | 40,2            | 58,8            | 24,6             | 25,6           | 51,5           | 29             | 66,8           | 131,6          | 75,1           | 82,3            | 106,1           | 35,7             | 727,3           |
| Relevé pluviométrique en 2011 (mm)                              | 44,8            | 41,1            | 11,4             | 17,8           | 15,1           | 49,3           | 73,6           | 116,2          | 58,3           | 36              | 17,3            | 155,7            | 636,6           |
| Relevé pluviométrique en 2012 (mm)                              | 49,9            | 16,3            | 66,4             | 113,4          | 41,6           | 101,7          | 127,5          | 38,5           | 20,6           | 142,6           | 51,4            | 128              | 897,9           |

| Diagramme climatique                                  |            |             |             |         |              |              |              |              |             |          |            |
| J                                                     | F          | M           | A           | M       | J            | J            | A            | S            | O           | N        | D          |
| 61,260,3                                              | 6,91,347,4 | 10,63,658,3 | 14,15,450,7 | 17,9964 | 20,711,764,6 | 23,313,868,4 | 23,313,662,5 | 19,711,261,6 | 15,28,165,9 | 9,84,570 | 6,41,967,7 |
| Moyennes : • Temp. maxi et mini °C • Précipitation mm |            |             |             |         |              |              |              |              |             |          |            |